# Ljustjärnen (Norrbärke socken, Dalarna, 667807-147960)
Ljustjärnen är en sjö i Smedjebackens kommun i Dalarna och ingår i Norrströms huvudavrinningsområde.